# Лубянка (сграда)
Лубянка (на руски: Здание органов госбезопасности на Лубянке) е сграда на Лубянския площад в Москва, в която се намират органите на държавната сигурност на СССР от 1919 до 1982 г. Служила е като национална щаб-квартира на КГБ. Към 2018 г. постройката влиза в комплекса от здания на Федералната служба за сигурност на Русия. Сградата е построена през 1897 – 1898 г. и е подсилена през 1940 – 1948 г.

## История
Лубянка е построена през 1898 г. като щаб-квартира на застрахователно дружество „Русия“. Работата се ръководи от архитектите Николай Проскурнин, Александър Иванов и Виктор Величкин. Забележителна е с красивите си паркетни подове и бледозелени стени. Въпреки масивността си, зданието не придава впечатление за голям мащаб – изолираните паладиански и барокови детайли, като например малки фронтони при ъглите и централна лоджия, се губят в дворцова фасада с повтарящи се елементи, на която три ивици с корнизи подчертават хоризонталните линии. В най-горната ивица на фасадата в центъра има часовник.
След Болшевишката революция сградата е експроприирана от правителството, за да служи като щаб-квартира на тайната полиция, по това време наричана Чека. През 1944 – 1948 г. Алексей Шчусев предприема пълна реконструкция на сградата с цел разширяване и обединяване на разнородните корпуси под една фасада. Той възстановява лявата част на комплекса, но симетричният си облик зданието получава чак през 80-те години на XX век под ръководството на Глеб Макаревич.
По време на Голямата чистка офисите стават все по-тесни, поради бройката на служителите. През 1940 г. Алексей Шчусев е натоварен със задачата да уголеми сградата. Новият му проект удвоява Лубянка хоризонтално, като първоначалната постройка заема лявата част на фасадата (погледнато от улицата). Освен това той добавя още един етаж и разширява постройката, като добавя сгради на задната улица. Проектът на Шчусев акцентира върху неоренесансовите детайли, но само дясната част на фасадата е построена под неговото ръководство, поради войната и други пречки. Съгласно плана на НКВД за отбрана на столицата, комплексът Лубянка е миниран и подлежи на събаряне, ако градът бъде превзет. Мините са премахнати през 1942 г. Асиметричната фасада остава така до 1983 г., когато първоначалната постройка е реконструирана, за да си пасва с новата, по настояване на генералния секретар на КПСС и бивш директор на КГБ Юри Андропов.
Въпреки че тайната съветска полиция променя името си много пъти, щаб-квартирата ѝ остава все в тази сграда. Началниците на тайната полиция от Лаврентий Берия до Юри Андропов използват един и същ кабинет на третия етаж, който гледа към статуята на основателя на Чека Феликс Дзержински. Затворът в приземния етаж на сградата присъства в книгата на Александър Солженицин Архипелаг Гулаг. Известни затворници, които са били задържани, измъчвани и разпитвани там, включват: Сидни Райли, Раул Валенберг, Йон Антонеску, Генрих Ягода, Янош Естерхази и Рохус Миш. След смъртта на Сталин масовите арести намаляват и вътрешният затвор е закрит през 1961 г. Последният затворник в Лубянка е американският шпионин Франсис Гари Пауърс.
След разпускането на КГБ през 1991 г. Лубянка става щаб-квартира на Граничната служба на Русия, директорат на Федералната служба за сигурност. Отворен е музей на КГБ.
През 1990 г. срещу Лубянка е издигнат Соловецкият камък в памет на жертвите на политическите репресии. През 2015 г. главната входна врата на Лубянка е запалена от политическия активист Пьотър Павленски.

## Галерия
- Първоначалната сграда на застрахователно дружество „Русия“ преди 1917 г.
- Лубянка по време на обновяване през 1983 г., докато лявата ѝ страна е на по-ниско ниво.
- Парадният вход на сградата, 2008 г.
- Часовникът на Лубянка, 2017 г.
- Паметникът Соловецки камък пред сградата.